# 扁豆緣花介
扁豆緣花介（学名：Ambocythere eserinata）为粗面介科緣花介屬下的一个种。